# Margarete Buscher
Margarete „Margret“ Buscher (* 8. Februar 1938 in Nordhorn; † 18. April 1991) war eine deutsche Leichtathletin, die – für die Bundesrepublik Deutschland startend – in den späten 1950er und frühen 1960er Jahren als Läuferin über 400 und 800 Meter in Erscheinung trat.
Sie startete für den LC Nordhorn, ab 1964 für Preußen 06 Münster.

## Erfolge
Sie gewann zwei Deutsche Meistertitel:
- 1958 im Waldlauf und
- 1964 über 400 m in der Halle

Hinzu kommen sieben deutsche Vizemeisterschaften:
- 1957 und 1958 über 800 m
- 1961, 1963 und 1964 über 400 m
- 1963 und 1965 über 400 m in der Halle

sowie
- ein dritter Platz 1958 über 800 m in der Halle

Am 9. März 1963 in Berlin stellte sie mit 56,5 s einen Hallenweltrekord über 400 Meter auf.

## Internationale Wettbewerbe
Margarete Buscher startete bei zwei internationalen Veranstaltungen:
- 1958 über 800 m bei den Europameisterschaften in Stockholm, wo sie in 2:11,3 min Vierte ihres Vorlaufs wurde, und
- 1964 über 800 m bei den Olympischen Spielen in Tokio.[1] Während eine andere deutsche Teilnehmerin (Erna Maisack) bereits im Vorlauf ausschied, gelangte Margarete Buscher als Zweite ihres Vorlaufs in 55,3 s (hinter Marija Itkina) in den Zwischenlauf. Dort musste sie jedoch trotz einer Steigerung auf 55,2 s als Siebte die Konkurrenz beenden.